# Пряме вітрило

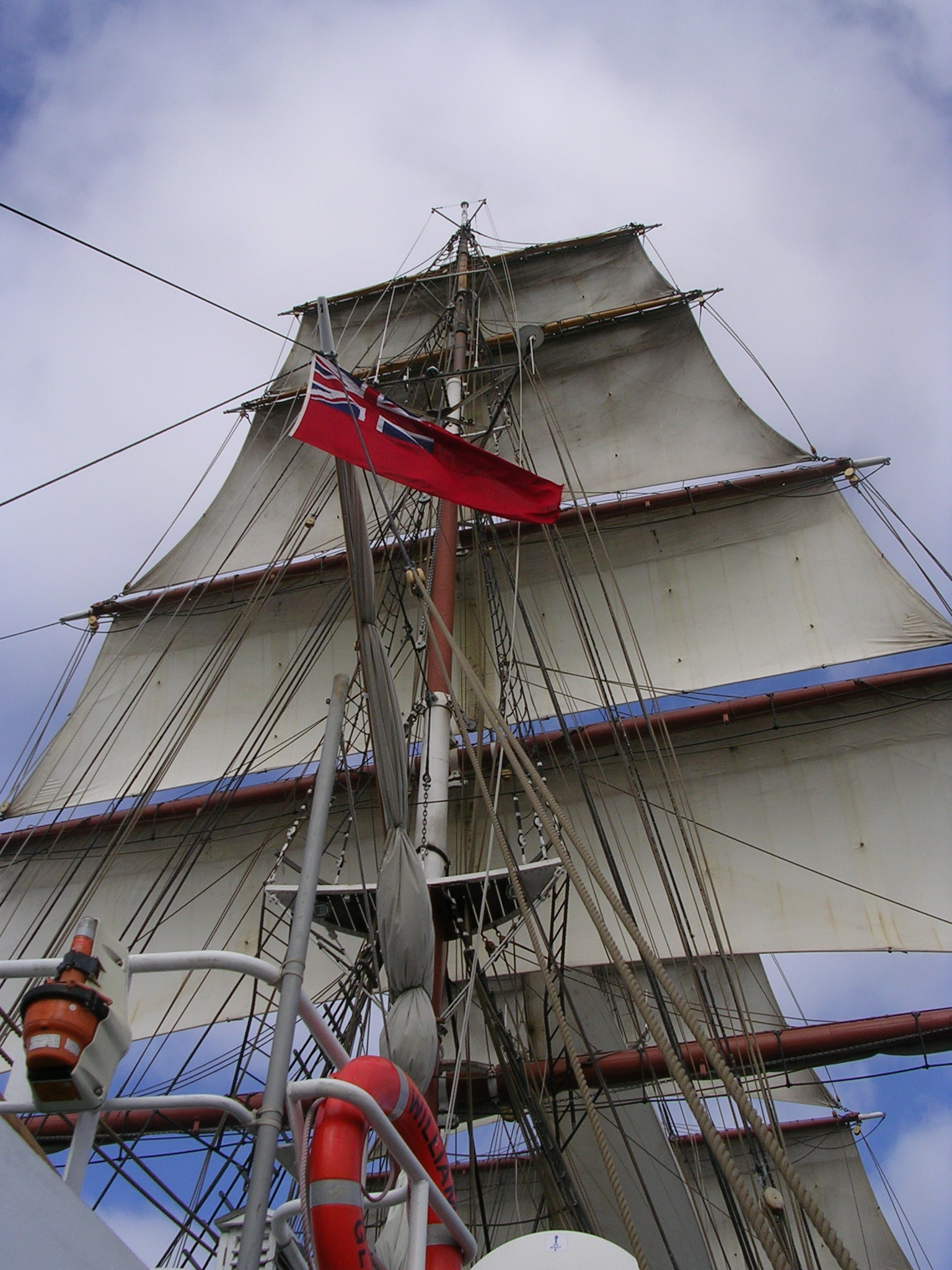
Грот-щогла брига

Пряме вітрило — вітрило, яке закріплене на реї і ставиться поперек (перпендикулярно діаметральній площині) судна. Протиставляється косому вітрилу, закріпленому вздовж ДП на рейках, гафелях, гіках або штагах. Тип вітрильного озброєння кораблів з трьома і більш щоглами, при якому прямі вітрила присутні на всіх щоглах, називають повним вітрильним озброєнням.

## Історія

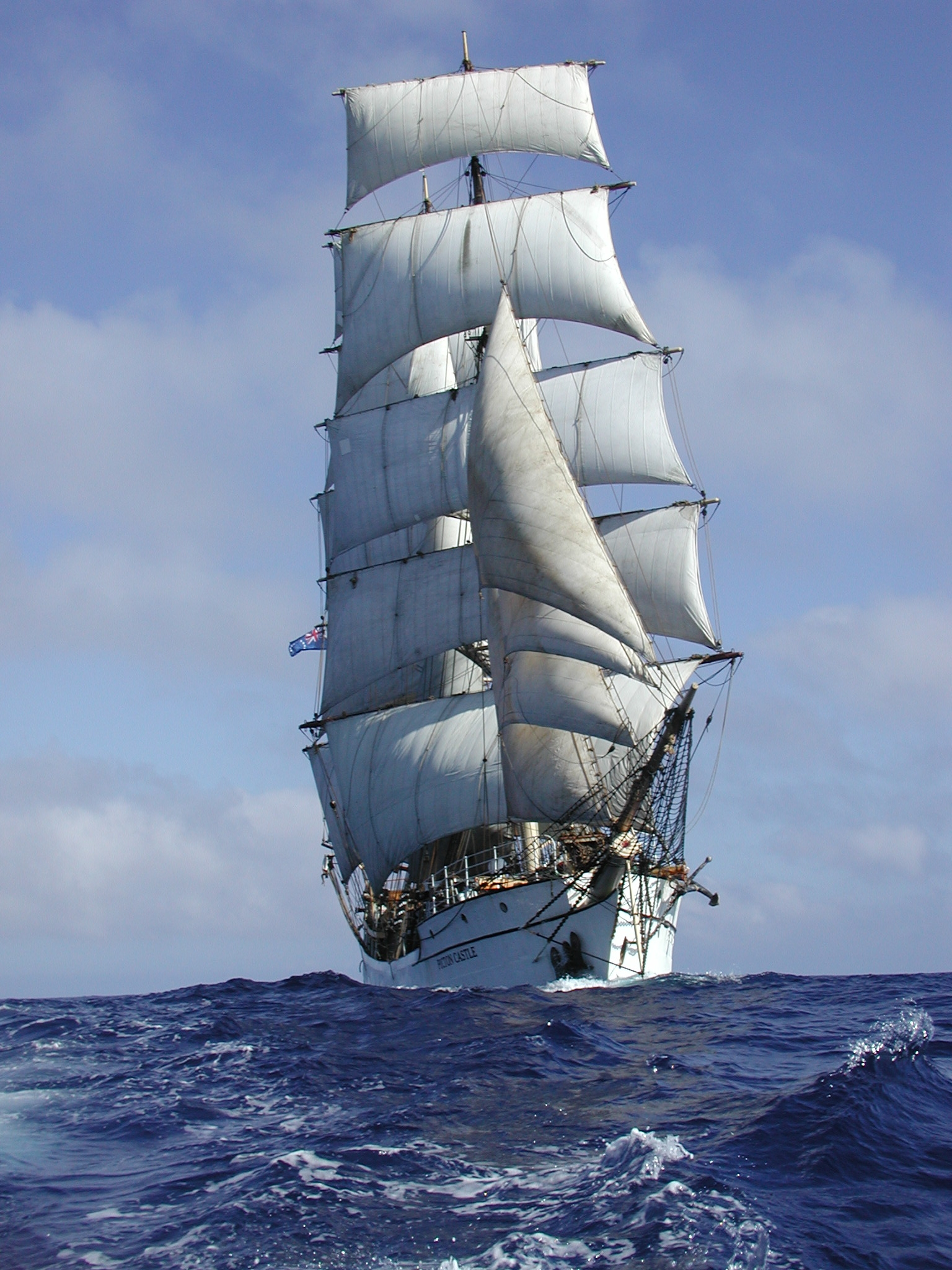
Клівери й прямі вітрила фок-щогли вітрильника Picton Castle

Найдавнішим археологічним свідченням використовування прямого вітрила є зображення на керамічному диску з Месопотамії, датованому бл. 5 000 роком до н. е. Прості прямі вітрила використовувалися давніми єгиптянами, фінікійцями, греками, римлянами, кельтами. Пізніше таке вітрило стало застосовуватися скандинавами, германцями і слов'янами, воно є однією з найхарактерніших деталей класичних «кораблів вікінгів» (військових довгих кораблів і торгових кнорів). У Середньовіччі, зокрема з початком застосування корабельної артилерії, розвинулися багатовітрильні кораблі.

## Опис
Пряме вітрило має прямокутну чи трапецієподібну форму, верхньою шкаториною воно кріпиться до реї, верхні кути (нок-бензельні) принайтовуються бензелями до ноків, а його нижні кути відтягуються шкотами (через що вони називаються шкотовими кутами). Прибираються прямі вітрила підтяганням нижньої шкаторини до реї за допомогою горденів і гітових, і обв'язуються сезнями.

## Позначення
| |                  |   |                   |    |                      |    |                       |    |                        |
| \| B \| Утлегар \| A \| Бушприт \| C \| Фок-щогла \| D \| Грот-щогла \| E \| Бізань-щогла \| \| - \| ---------------- \| - \| ----------------- \| -- \| -------------------- \| -- \| --------------------- \| -- \| ---------------------- \| \| 1 \| летючий клівер \| 3 \| внутрішній клівер \| 5 \| фок \| 12 \| грот \| 20 \| бізань \| \| 2 \| зовнішній клівер \| 4 \| мідель-клівер \| 6 \| нижній фор-марсель \| 13 \| нижній грот-марсель \| 21 \| нижній крюйс-марсель \| \| \| \| \| \| 7 \| верхній фор-марсель \| 14 \| верхній грот-марсель \| 22 \| верхній крюйс-марсель \| \| \| \| \| \| 8 \| нижній фор-брамсель \| 15 \| нижній грот-брамсель \| 23 \| нижній крюйс-брамсель \| \| \| \| \| \| 9 \| верхній фор-брамсель \| 16 \| верхній грот-брамсель \| 24 \| верхній крюйс-брамсель \| \| \| \| \| \| 10 \| фор-бом-брамсель \| 17 \| грот-бом-брамсель \| 25 \| крюйс-бом-брамсель \| \| \| \| \| \| 11 \| фор-трюмсель \| 18 \| грот-трюмсель \| 26 \| крюйс-трюмсель \| \| \| \| \| \| \| \| 27 \| стаксель \| 19 \| контр-бізань \| |                  |   |                   |    |                      |    |                       |    |                        |
| B | Утлегар          | A | Бушприт           | C  | Фок-щогла            | D  | Грот-щогла            | E  | Бізань-щогла           |
| 1 | летючий клівер   | 3 | внутрішній клівер | 5  | фок                  | 12 | грот                  | 20 | бізань                 |
| 2 | зовнішній клівер | 4 | мідель-клівер     | 6  | нижній фор-марсель   | 13 | нижній грот-марсель   | 21 | нижній крюйс-марсель   |
| |                  |   |                   | 7  | верхній фор-марсель  | 14 | верхній грот-марсель  | 22 | верхній крюйс-марсель  |
| |                  |   |                   | 8  | нижній фор-брамсель  | 15 | нижній грот-брамсель  | 23 | нижній крюйс-брамсель  |
| |                  |   |                   | 9  | верхній фор-брамсель | 16 | верхній грот-брамсель | 24 | верхній крюйс-брамсель |
| |                  |   |                   | 10 | фор-бом-брамсель     | 17 | грот-бом-брамсель     | 25 | крюйс-бом-брамсель     |
| |                  |   |                   | 11 | фор-трюмсель         | 18 | грот-трюмсель         | 26 | крюйс-трюмсель         |
| |                  |   |                   |    |                      | 27 | стаксель              | 19 | контр-бізань           |

## Типи суден з прямим вітрильним озброєнням

Чотирищогловий корабель з повним вітрильним озброєнням

### Судна з прямим вітрильним озброєнням на всіх щоглах
- Ког — однощогловий корабель з одним прямим вітрилом.
- Бриг — двощогловий корабель з прямими вітрилами.
- Фрегат — корабель з трьома чи більш щоглами, з прямим вітрильним озброєнням.

Більшість вищеперелічених суден (окрім когів) несе косі клівери і стакселі на бушприті і між щоглами.

### Судна з прямим вітрильним озброєнням на деяких щоглах
- Барк — корабель з трьома і більш щоглами, з прямим вітрильним озброєнням на всіх щоглах, окрім бізань-щогли.
- Баркентина — корабель з трьома і більш щоглами, з прямим вітрильним озброєнням на фок-щоглі.
- Бригантина — двощогловий корабель з прямим вітрильним озброєнням на фок-щоглі.
- Марсельний кеч — двощогловий корабель з одним чи двома марселями над гафельним чи бермудським вітрилом.
- Марсельна шхуна — корабель з трьома і більш щоглами, з марселями над гафельними вітрилами замість топселів.
- Марсельний тендер чи шлюп — однощогловий корабель з 1-2 марселями над гафельним вітрилом.